# Гутфройнд, Йосеф
Йосеф Гутфройнд (до репатриации Курт Гутфройнд, ивр. יוסף גוטפרוינד‎; 1 ноября 1931, Кишинёв[…] — 6 сентября 1972, Фюрстенфельдбрук, Бавария) — израильский судья по классической борьбе. Убит палестинскими террористами во время летних Олимпийских игр 1972 года.

## Биография
Родился по одним источникам в Кишинёве, по другим —
в семье Эмиля и Густы Гутфройнд в Трансильвании.
Учился в Румынии на ветеринара. В юности заинтересовался спортивной борьбой.
В 17-летнем возрасте эмигрировал в Израиль. В составе израильской армии участвовал в Синайской кампании и Шестидневной войне. Жил в Иерусалиме, работал тренером в спортклубе «Бетар» и владел магазином электроприборов. Представлял клуб «Хапоэль» из Иерусалима.
Был судьёй международной категории по классической борьбе. Работал на трёх летних Олимпийских играх, Игры в Мюнхене должны были стать для него четвёртыми.
5 сентября 1972 года в числе других членов олимпийской делегации Израиля был захвачен в заложники палестинскими террористами из организации «Чёрный сентябрь». Ранним утром он проснулся, услышав слабый скрежет в двери комнаты, где размещались израильские судьи и чиновники. Он встал, чтобы проверить, в чём дело, и обнаружил, что дверь открывается, а по ту сторону находятся вооружённые люди в балаклавах. Гутфройнд закричал, чтобы предупредить своих соседей по комнате и навалился на дверь, чтобы не позволить террористам войти в квартиру. Этим он помог тренеру по тяжёлой атлетике Тувье Сокольскому убежать через балкон. Однако Гутфройнд не смог сдержать натиск террористов, и его вместе с другими израильтянами взяли в заложники. Самого физически сильного, Гутфройнда спеленали, как мумию, и привязали к стулу.
6 сентября террористы взяли Гутфройнда вместе с другими заложниками на военно-воздушную базу НАТО в немецком городе Фюрстенфельдбрук, откуда преступники должны были вылететь в Каир. Гутфройнд был убит террористом в вертолёте во время неудачной попытки освобождения заложников полицией ФРГ. Похоронен на кладбище «Гора Блаженств» в Иерусалиме.

## Семья
Вместе с женой Мириам растил двух дочерей — Иегудит и Яэль.